# Serie A Élite 2023-2024 (rugby a 15 femminile)
La Serie A Élite 2023-24 fu il 33º campionato di rugby a 15 femminile di prima divisione organizzato dalla Federazione Italiana Rugby e il 40º assoluto.
Si tenne dal 12 novembre 2023 al 25 maggio 2024 tra 8 squadre che si affrontarono nella stagione regolare in due gironi e in una successiva poule per lo scudetto riservata alle due migliori squadre di ciascun girone.
Per la seconda stagione consecutiva il torneo ricevette copertura televisiva completa (una gara per turno più l'incontro di finale), assicurata dalla piattaforma streaming DAZN.
Per la quarta stagione (completa) consecutiva si affrontarono in finale Valsugana e Villorba, che ebbe la meglio per 19-12 sulle rivali padovane e si aggiudicò il suo secondo scudetto.
A retrocedere furono le Leonesse, sezione femminile del Calvisano.
Il valore delle marcature, come stabilito da World Rugby nel 2017, è: 5 punti per ciascuna meta (7 se trasformata), 7 punti per la meta tecnica, 3 punti per la realizzazione di ciascun calcio piazzato, idem per il drop.

## Formula
Le otto squadre (le sette non retrocesse della stagione precedente di Eccellenza più il Calvisano promosso dalla serie A) furono ripartite in due gironi così composti:
- Girone A: campione uscente; quarta e quinta della stagione precedente; squadra promossa dalla serie A.
- Girone B: finalista sconfitta; terza, sesta e settima della stagione precedente[4].

In ogni gruppo le quattro squadre si affrontarono a girone unico in gare d'andata e ritorno; le prime due in classifica di ciascun girone, redatta secondo i punteggi dell'Emisfero Sud, accedettero a una poule scudetto a quattro chiamata Girone play-off, anch'essa con gare all'italiana di andata e ritorno.
Le prime due classificate di tale girone disputarono la finale in gara unica a Casale sul Sile,
Le ultime due di ogni girone, altresì, composero una poule salvezza chiamata Girone play-out, disputato con le stesse modalità degli altri.
L'ultima classificata retrocesse in serie A 2024-25.

## Squadre partecipanti
| Girone A           | Girone B               |
| ------------------ | ---------------------- |
| Calvisano          | Capitolina (Roma)      |
| CUS Milano         | Colorno                |
| CUS Torino         | Red Panthers (Treviso) |
| Valsugana (Padova) | Villorba               |

## Stagione regolare

### Girone A
| 12-11-2023 | 1ª/3ª giornata          | 10-12-2023 |
| ---------- | ----------------------- | ---------- |
| 29-14      | CUS Milano – CUS Torino | 22-12      |
| 48-3       | Valsugana – Calvisano   | 76-0       |

| 19-11-2023 | 2ª/5ª giornata         | 17-12-2023 |
| ---------- | ---------------------- | ---------- |
| 7-38       | Calvisano – CUS Milano | 5-61       |
| 46-0       | Valsugana – CUS Torino | 40-0       |

| 3-12-2023 | 3ª/6ª giornata         | 14-1-2024 |
| --------- | ---------------------- | --------- |
| 12-24     | Calvisano – CUS Torino | 12-46     |
| 36-5      | Valsugana – CUS Milano | 39-7      |

#### Classifica
| Pos | Squadra    | G | V | N | P | PF  | PS  | DP   | BMP | Pt |
| --- | ---------- | - | - | - | - | --- | --- | ---- | --- | -- |
| 1   | Valsugana  | 6 | 6 | 0 | 0 | 285 | 15  | +270 | 6   | 30 |
| 2   | CUS Milano | 6 | 4 | 0 | 2 | 162 | 113 | +49  | 3   | 19 |
| 3   | CUS Torino | 6 | 2 | 0 | 4 | 96  | 161 | −65  | 2   | 10 |
| 4   | Calvisano  | 6 | 0 | 0 | 6 | 39  | 293 | −254 | 0   | 0  |

### Girone B
| 12-11-2023 | 1ª/3ª giornata          | 10-12-2023 |
| ---------- | ----------------------- | ---------- |
| 5-34       | Capitolina – Colorno    | 12-55      |
| 53-7       | Villorba – Red Panthers | 21-6       |

| 19-11-2023 | 2ª/5ª giornata         | 17-12-2023 |
| ---------- | ---------------------- | ---------- |
| 11-27      | Capitolina – Villorba  | 7-55       |
| 48-0       | Colorno – Red Panthers | 22-12      |

| 3-12-2023 | 3ª/6ª giornata            | 14-1-2024 |
| --------- | ------------------------- | --------- |
| 24-37     | Colorno – Villorba        | 13-21     |
| 14-5      | Red Panthers – Capitolina | 10-34     |

#### Classifica
| Pos | Squadra      | G | V | N | P | PF  | PS  | DP   | BMP | Pt |
| --- | ------------ | - | - | - | - | --- | --- | ---- | --- | -- |
| 1   | Villorba     | 6 | 6 | 0 | 0 | 214 | 68  | +146 | 4   | 28 |
| 2   | Colorno      | 6 | 4 | 0 | 2 | 196 | 87  | +109 | 5   | 21 |
| 3   | Capitolina   | 6 | 1 | 0 | 5 | 74  | 195 | −121 | 1   | 5  |
| 4   | Red Panthers | 6 | 1 | 0 | 5 | 49  | 183 | −134 | 0   | 4  |

## Play-offeplay-out

### Play-off
| 28-1-2024 | 1ª/3ª giornata         | 25-2-2024 |
| --------- | ---------------------- | --------- |
| 8-25      | CUS Milano – Valsugana | 0-33      |
| 18-8      | Villorba – Colorno     | 21-10     |

| 4-2-2024 | 2ª/5ª giornata       | 2-3-2024 |
| -------- | -------------------- | -------- |
| 23-19    | CUS Milano – Colorno | 11-22    |
| 5-32     | Villorba – Valsugana | 5-20     |

| 18-2-2024 | 3ª/6ª giornata        | 19-5-2024 |
| --------- | --------------------- | --------- |
| 19-24     | CUS Milano – Villorba | 5-61      |
| 36-15     | Valsugana – Colorno   | 20-19     |

#### Classifica
| Pos | Squadra    | G | V | N | P | PF  | PS  | DP   | BMP | Pt |
| --- | ---------- | - | - | - | - | --- | --- | ---- | --- | -- |
| 1   | Valsugana  | 6 | 6 | 0 | 0 | 166 | 52  | +114 | 5   | 29 |
| 2   | Villorba   | 6 | 4 | 0 | 2 | 134 | 94  | +40  | 2   | 18 |
| 3   | Colorno    | 6 | 1 | 0 | 5 | 93  | 129 | −36  | 3   | 7  |
| 4   | CUS Milano | 6 | 1 | 0 | 5 | 66  | 184 | −118 | 1   | 5  |

### Play-out
| 28-1-2024 | 1ª/3ª giornata            | 25-2-2024 |
| --------- | ------------------------- | --------- |
| 5-24      | Calvisano – CUS Torino    | 15-36     |
| 21-7      | Capitolina – Red Panthers | 14-12     |

| 4-2-2024 | 2ª/5ª giornata           | 2-3-2024 |
| -------- | ------------------------ | -------- |
| 20-19    | Capitolina – CUS Torino  | 0-24     |
| 36-12    | Red Panthers – Calvisano | 24-14    |

| 18-2-2024 | 3ª/6ª giornata            | 19-5-2024 |
| --------- | ------------------------- | --------- |
| 21-36     | Calvisano – Capitolina    | 0-28      |
| 32-5      | CUS Torino – Red Panthers | 31-17     |

#### Classifica
| Pos | Squadra      | G | V | N | P | PF  | PS  | DP   | BMP | Pt |
| --- | ------------ | - | - | - | - | --- | --- | ---- | --- | -- |
| 1   | CUS Torino   | 6 | 5 | 0 | 1 | 166 | 62  | +104 | 6   | 26 |
| 2   | Capitolina   | 6 | 5 | 0 | 1 | 119 | 83  | +36  | 2   | 22 |
| 3   | Red Panthers | 6 | 2 | 0 | 4 | 101 | 124 | −23  | 3   | 11 |
| 4   | Calvisano    | 6 | 0 | 0 | 6 | 67  | 184 | −117 | 0   | 0  |

## Finale
| Arbitro: | Beatrice Smussi (Brescia) |

| |              | |
| Cerato 30’ Margotti 80’ | mt           | 1’, 8’ D’Incà 69’ Muzzo |
| Bitonci 80’ | tr           | 1’, 8’ Capomaggi |
| · V. Ostuni Minuzzi · 72’ Vitadello · Aggio · Folli · 59’ Zampieri · 74’ Stevanin · Stefan · 52’ Jeni · 41’ Cerato · 41’ Fortuna · Duca · Della Sala · 41’ Tonellotto · Veronese · Giordano | Formazioni   | · Capomaggi · Muzzo · D’Incà · Busato · Cipolla · M. Cavina · Barattin · Stecca 59’ · Gurioli · Simeon 59’ · Frangipani · Pin · Triolo 59’ · Copat 80’ · Bragante 80’ |
| · 41’ Costantini · 41’ Gai · 41’ Vecchini · 52’ Benini · 59’ Rasi · 72’ Bitonci · 74’ 77’ Zeni · 77’ Margotti                                                                               | Sostituzioni | · Crivellaro 59’ · Puppin 59’ · Zanette 59’ · Casagrande 80’ · Gazzi 80’                                                                                              |
| Nicola Bezzati | Allenatori   | Ilario Tommasini |

## Verdetti
- Villorba: campione d'Italia
- Calvisano: retrocessa in Serie A 2024-25